# Naturschutzgebiet Wupperschleife Bilstein-Daipenbecke
Das Naturschutzgebiet Wupperschleife Bilstein-Daipenbecke liegt auf dem Gebiet der Stadt Ennepetal im Ennepe-Ruhr-Kreis in Nordrhein-Westfalen.
Das aus vier Teilflächen bestehende Gebiet erstreckt sich südwestlich der Kernstadt von Ennepetal und südwestlich von Königsfeld (Ennepetal), einem Ortsteil von Ennepetal, zu beiden Seiten der Landesstraße L 411 entlang der Wupper. Östlich des Gebietes verlaufen die Kreisstraße K 4 und die B 483.

## Beschreibung
Das etwa 100,75 ha große Gebiet wurde im Jahr 1964 unter der Schlüsselnummer EN-002 unter Naturschutz gestellt. Die Daipenbecke prägt durch ihr Kerbtal das Naturschutzgebiet maßgeblich, in dem sie zwei zur Wupper hinabführende Höhenrücken formte. Der Bach entspringt in einem Quellgebiet im Nord-Osten des Naturschutzgebietes südwestlich der Ortschaft Königsfeld, fließt anschließend nach Südwesten, wo er bei Wuppertal-Beyenburg in die Wupper mündet. Die zahlreichen Laubwälder des Gebietes verzahnen sich mit den Steilhängen und Auwäldern des Uferbereichs der Wupper zu einem vielfältigen und wertvollen Biotopkomplex. Das Naturschutzgebiet besitzt als Teilfläche des FFH-Gebietes Wupper östlich Wuppertal überregionale Bedeutung und ist eingebettet in das natura 2000 - Netzwerk von Schutzgebieten.
Das Naturschutzgebiet ist Trittstein-Biotop für zahlreiche Tier- und Pflanzenarten, insbesondere für Wanderfischarten, wie Lachs, Meerforelle und Äsche. Das FFH-Gebiet hat auch relevanten Fischarten Groppe und Bachneunauge hohe Bedeutung. Weitere seltene und besonders schützenswerte Tierarten sind Wasseramsel (Cinclus cinclus), Eisvogel  (Alcedo atthis), Gebirgsstelze (Motacilla cinerea), Ringelnatter (Natrix natrix) und Blauflügel-Prachtlibelle (Calopteryx virgo).
Von FFH-Relevanz ist auch, dass das Naturschutzgebiet mit der Wupper ein Fließgewässer mit artenreicher Unterwasservegetation besitzt. Dazu zählen z. B.: Gewöhnlicher Schild-Wasserhahnenfuß (Ranunculus peltatus subsp. peltatus), Haken-Wasserstern (Callitriche hamulata) und Teich-Wasserstern (Callitriche stagnalis).

## Schutzziele
Schutzziele sind der Erhalt und die Förderung der Strukturvielfalt des Gebietes und seiner typischen Biotope, vor allem der Laub- und der Auwälder. Der forstliche Umbau von Nadelwälder in standorttypische Laubwälder würde die Wertigkeit des Naturschutzgebietes erhöhen. Angestrebt werden sollte ein Zurückdrängen der Neophyten (z. B. Herkulesstaude, japanischer Staudenknöterich), die die Auwälder im Uferbereich stark belasten.

## Wanderwege
Der Wanderplatz in Beyenburg an der L 527 biete sich als Ausgangspunkt an. Durch das Tal der Daipenbecke führt von Beyenburg aus der Wappenweg Ennepetal - (zugleich Raute 3, Quadrat und A2) -  Richtung Königsfeld (Ennepetal) und weiter nach Schwelm. Auf den  Rundwege A2 und A3 kann man wieder nach Beyenburg zurückkehren.

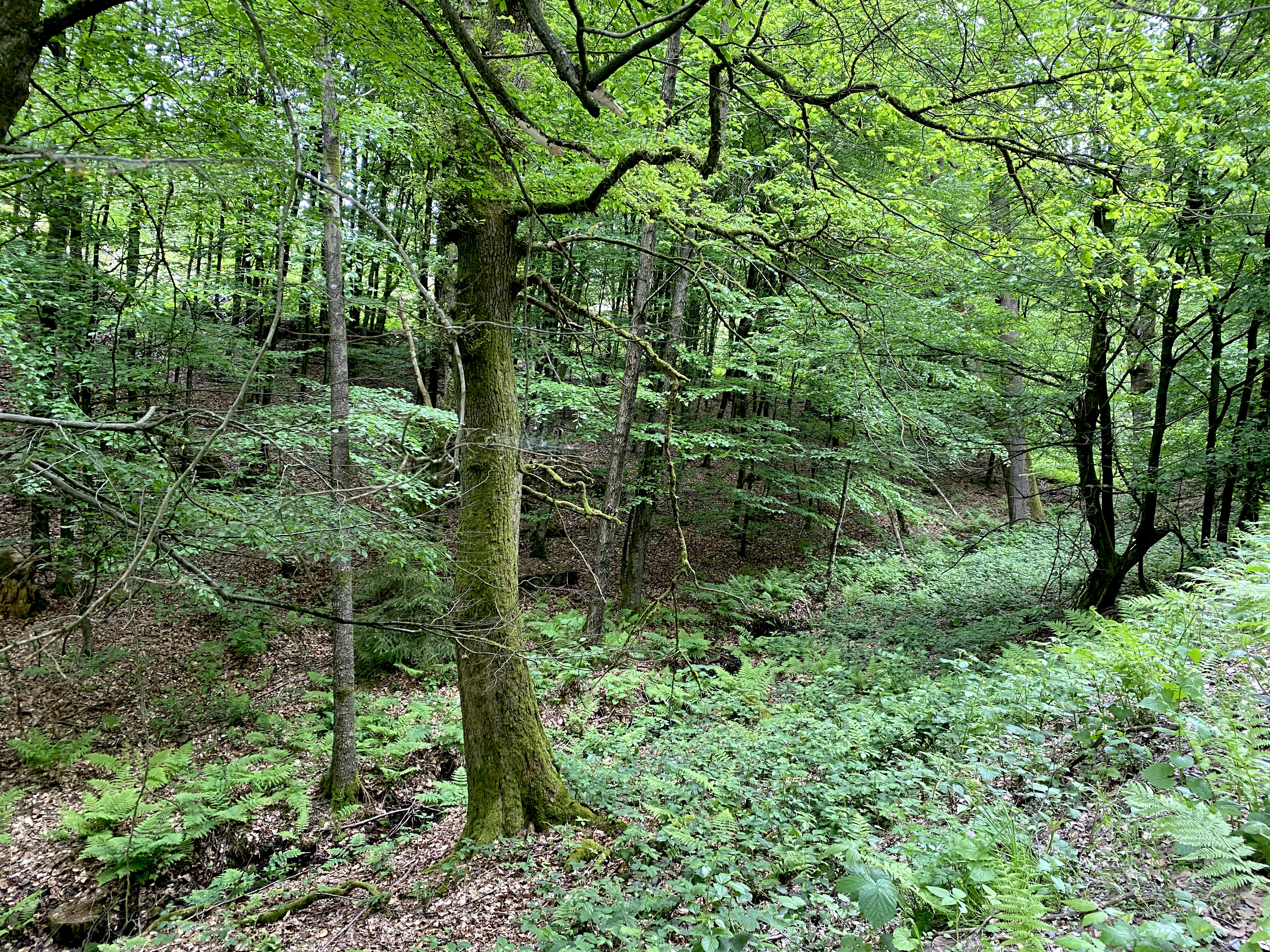
Buchenwald am Oberlauf der Daibecke
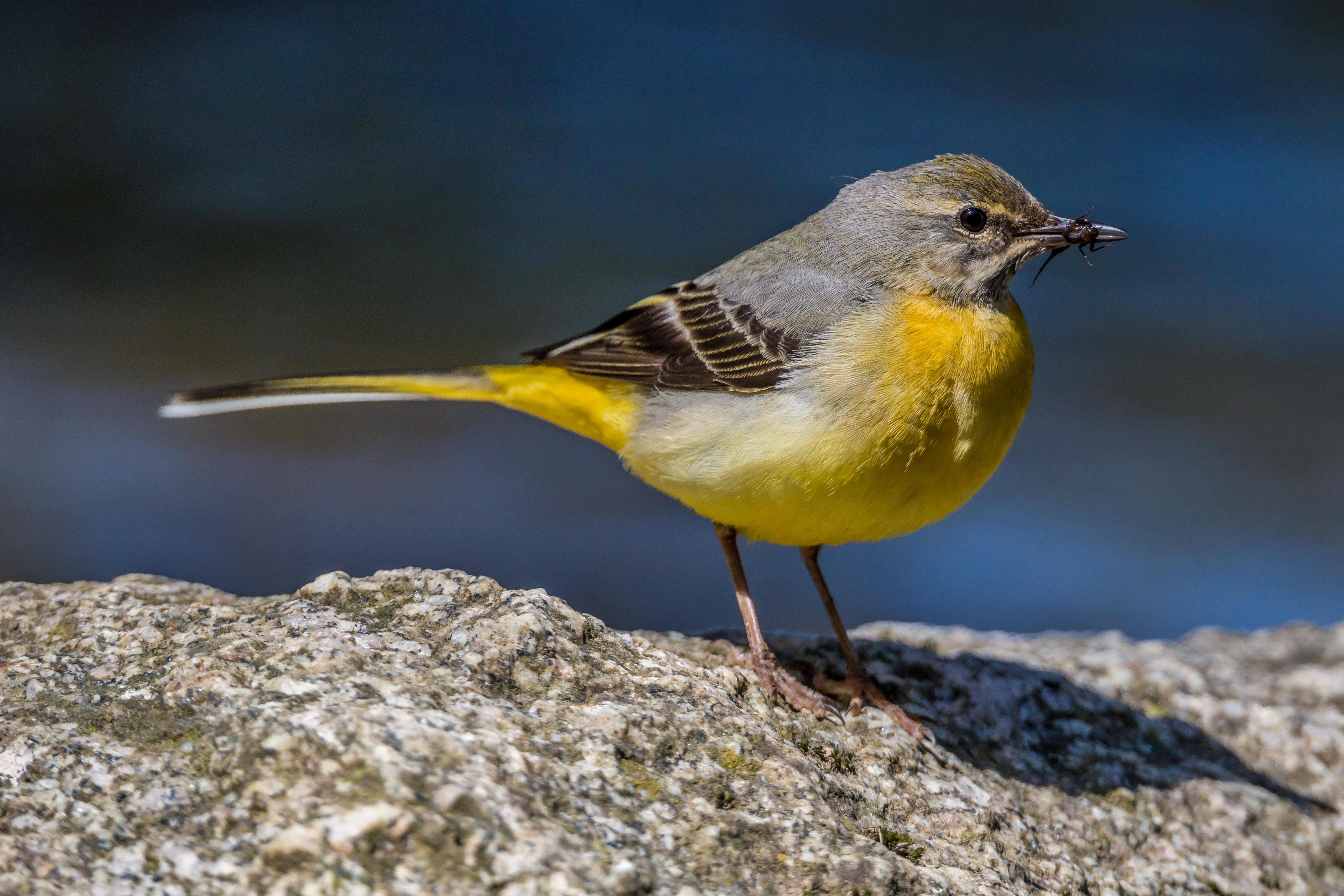
Gebirgsstelze (Motacilla cinerea)
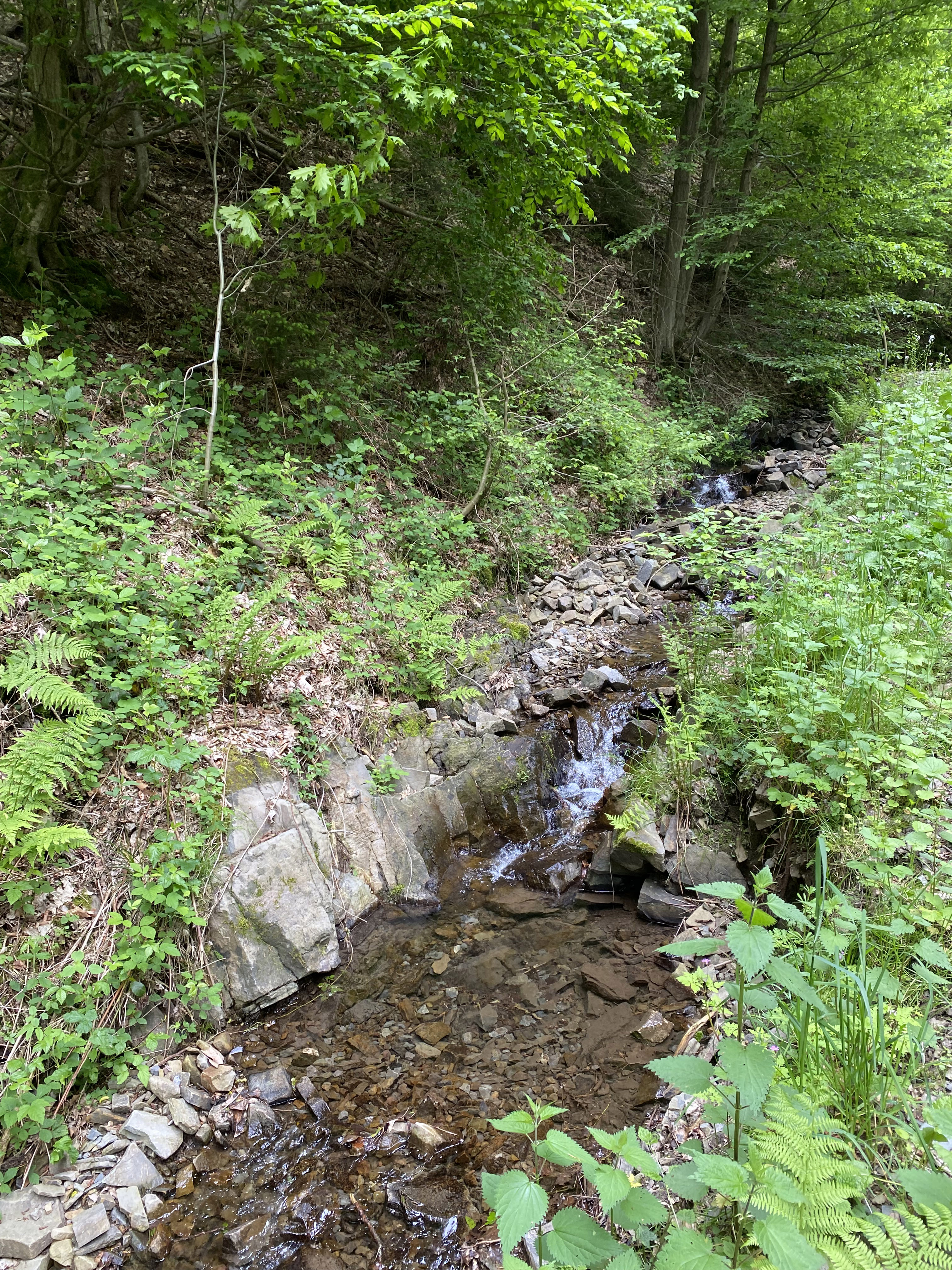
Daipenbecke mit felsigem Bachbett im Mittellauf
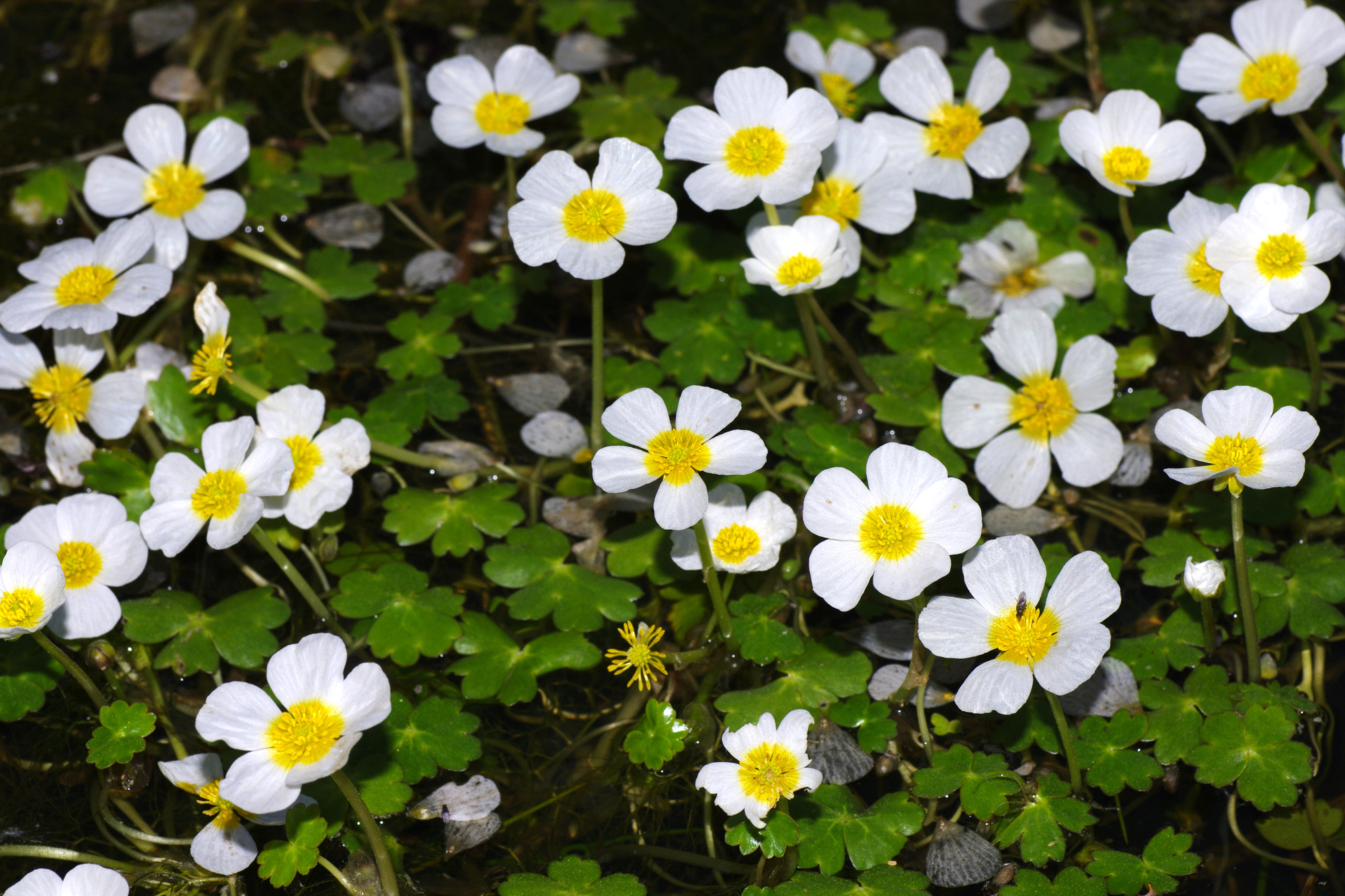
Schild-Wasserhahnenfuß (Ranunculus peltatus)
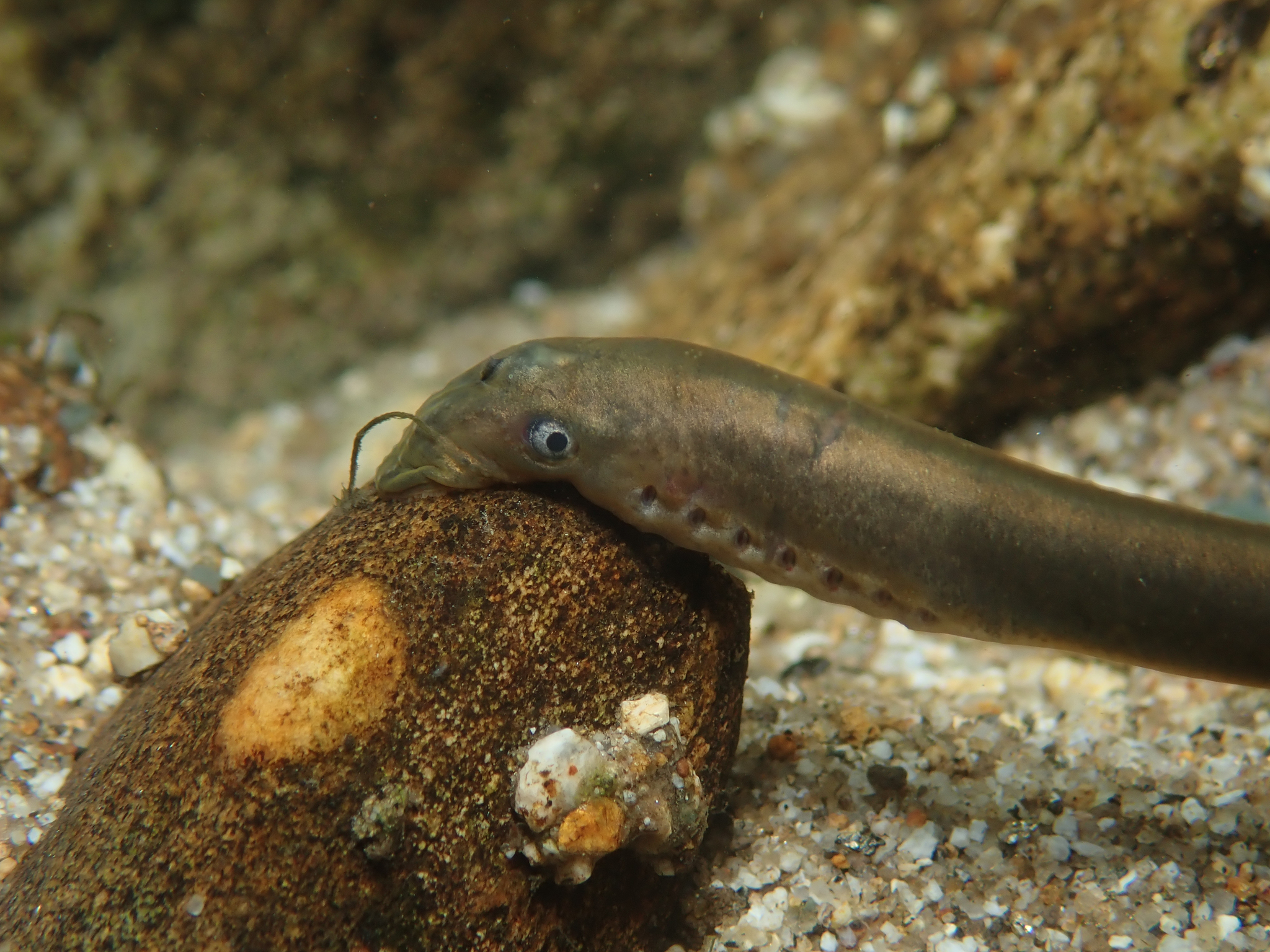
Bachneunauge (Lampetra planeri)
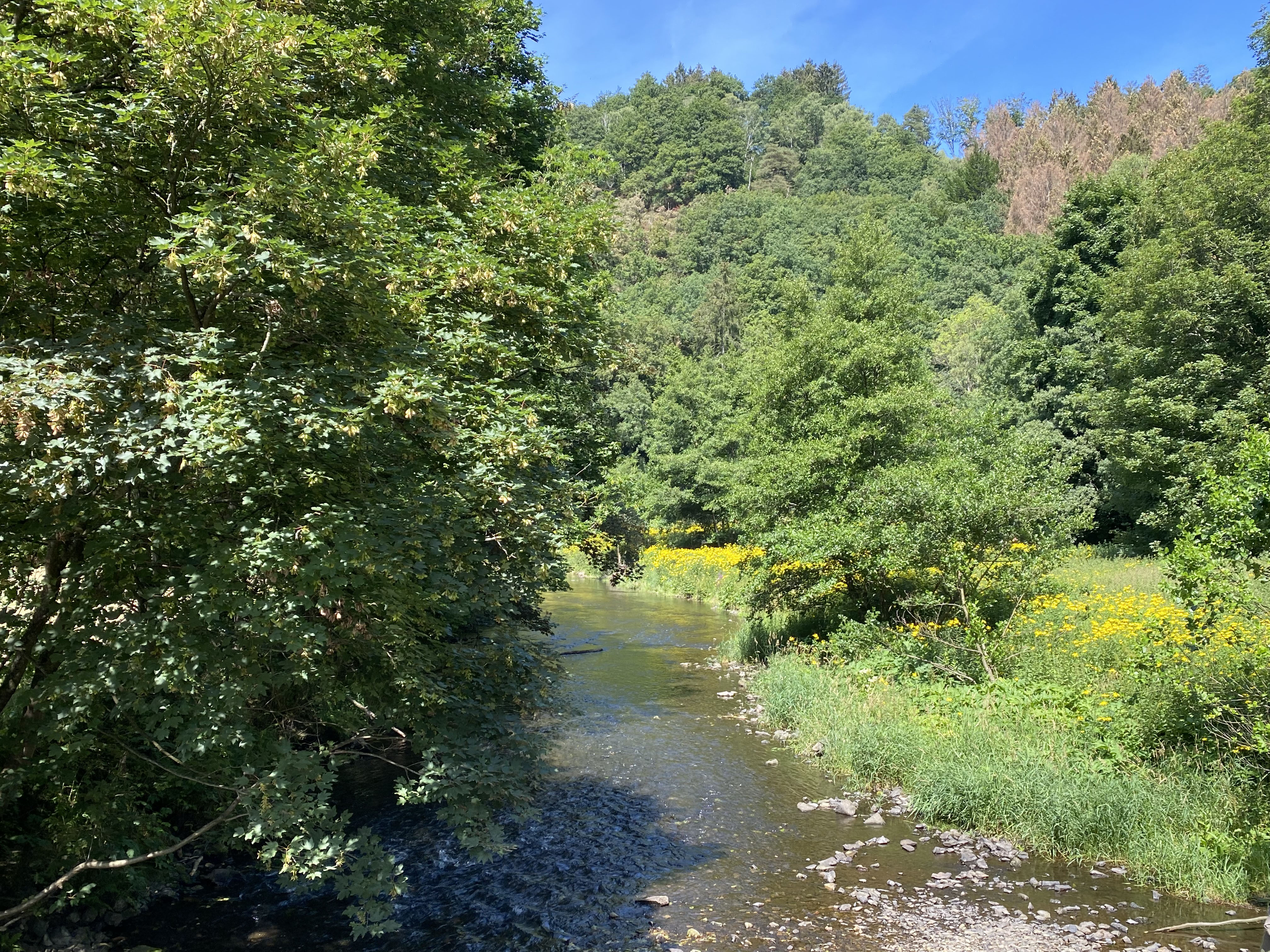
Wupperschleife
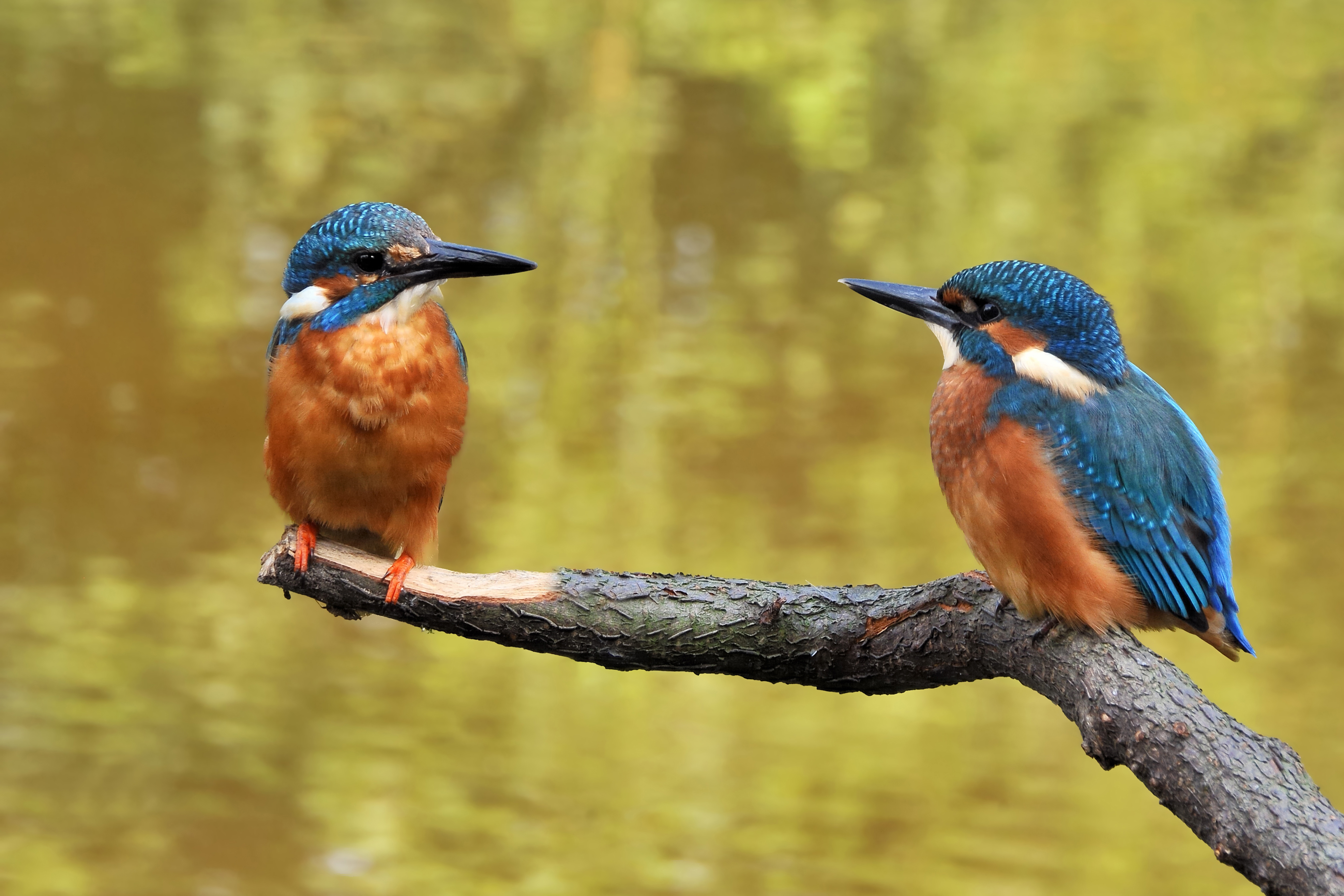
Eisvögel (Alcedo atthis)
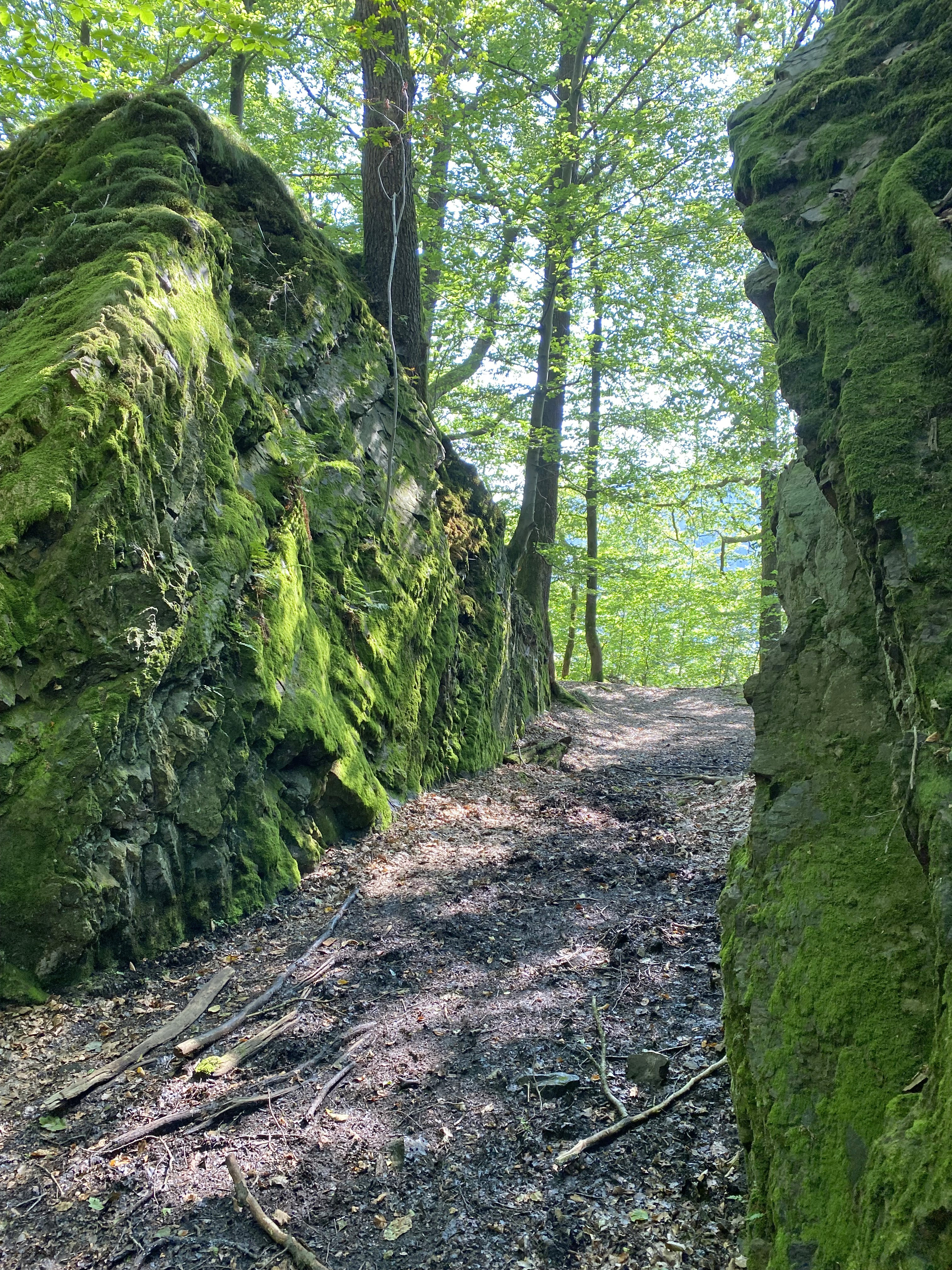
Felsentor - Steinbruch-Relikt am Deipenbecker Kopf
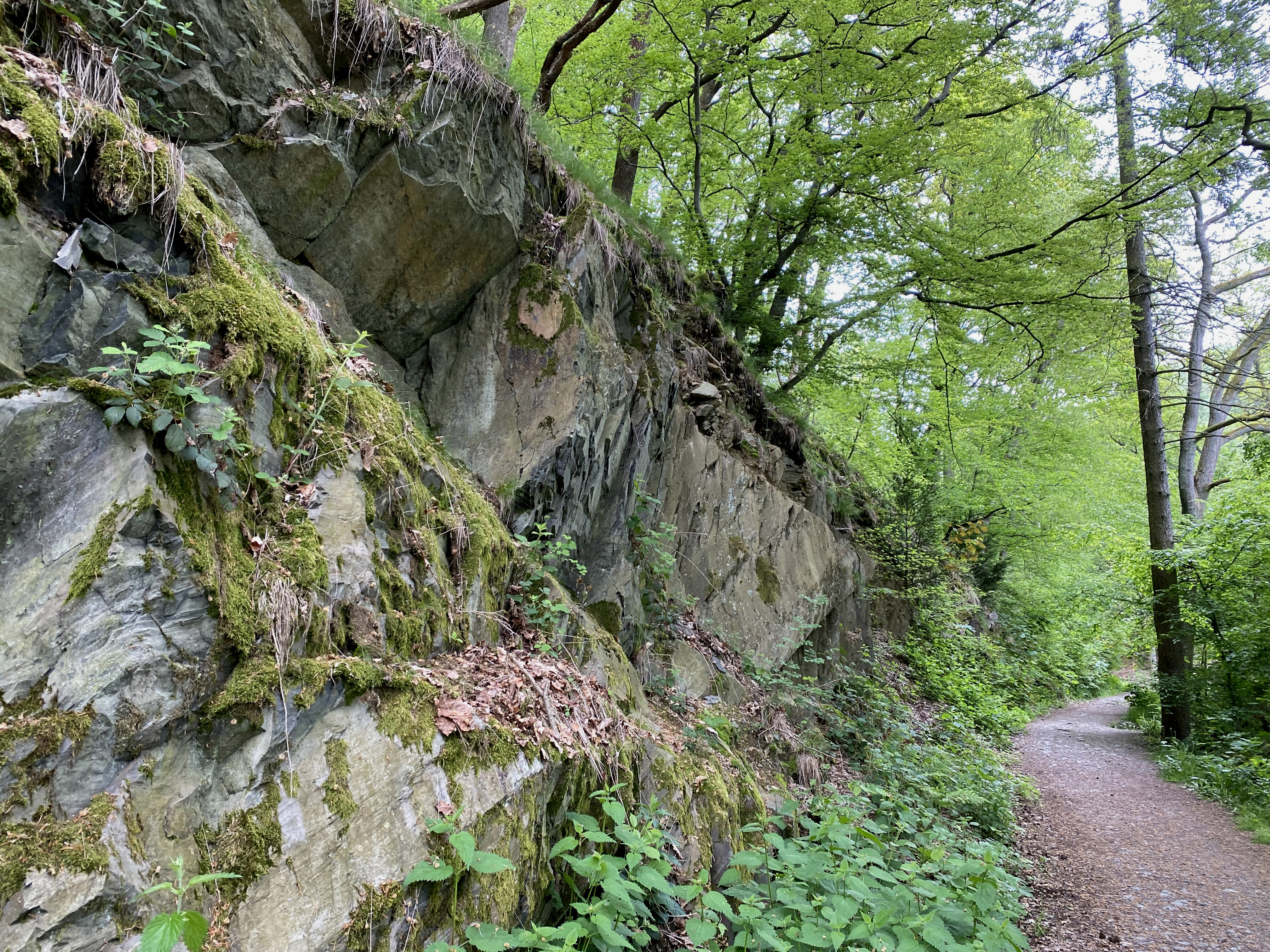
Felssteilhang an der Wupper
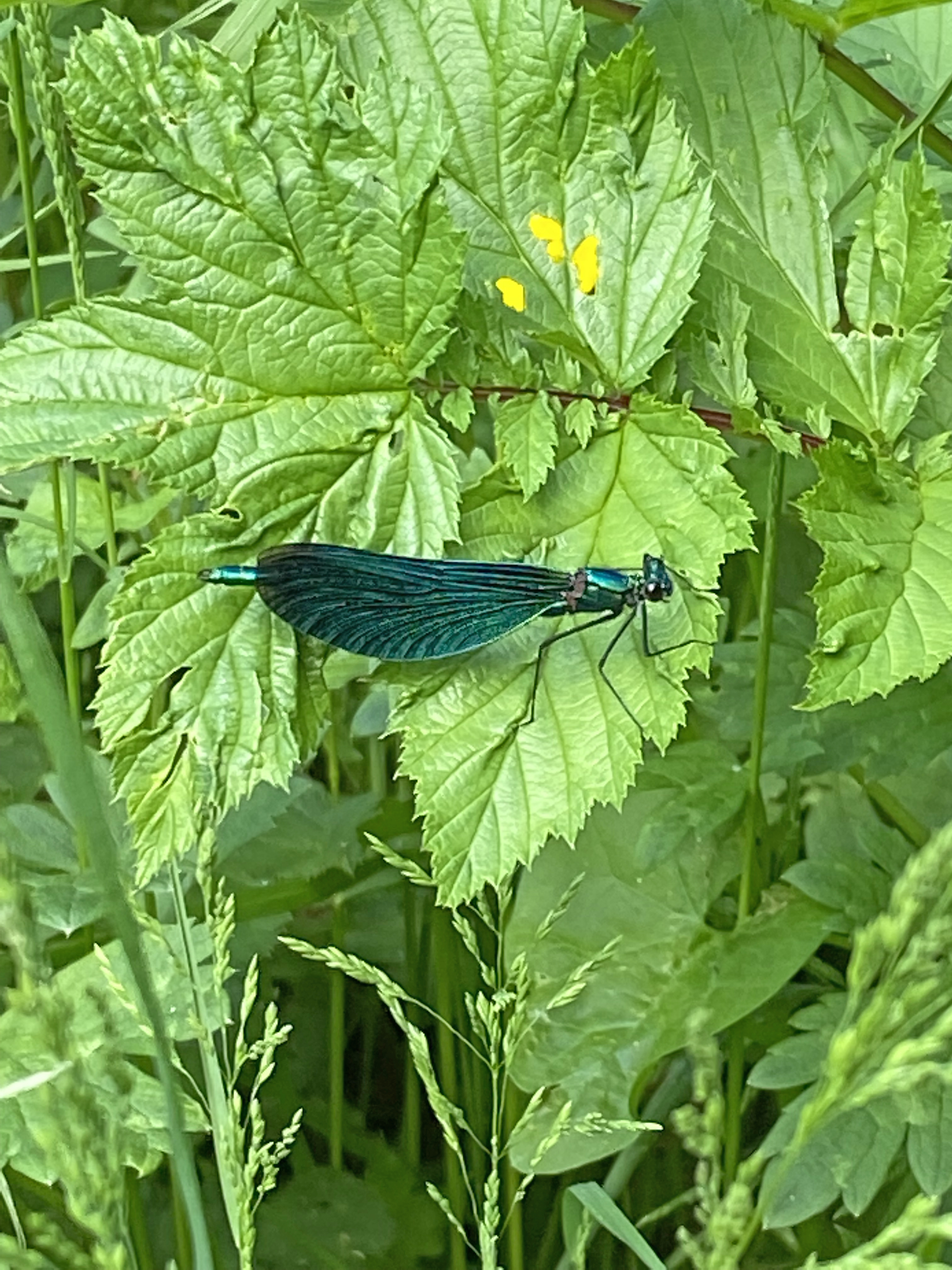
Blauflügel-Prachtlibelle (Calopteryx virgo)
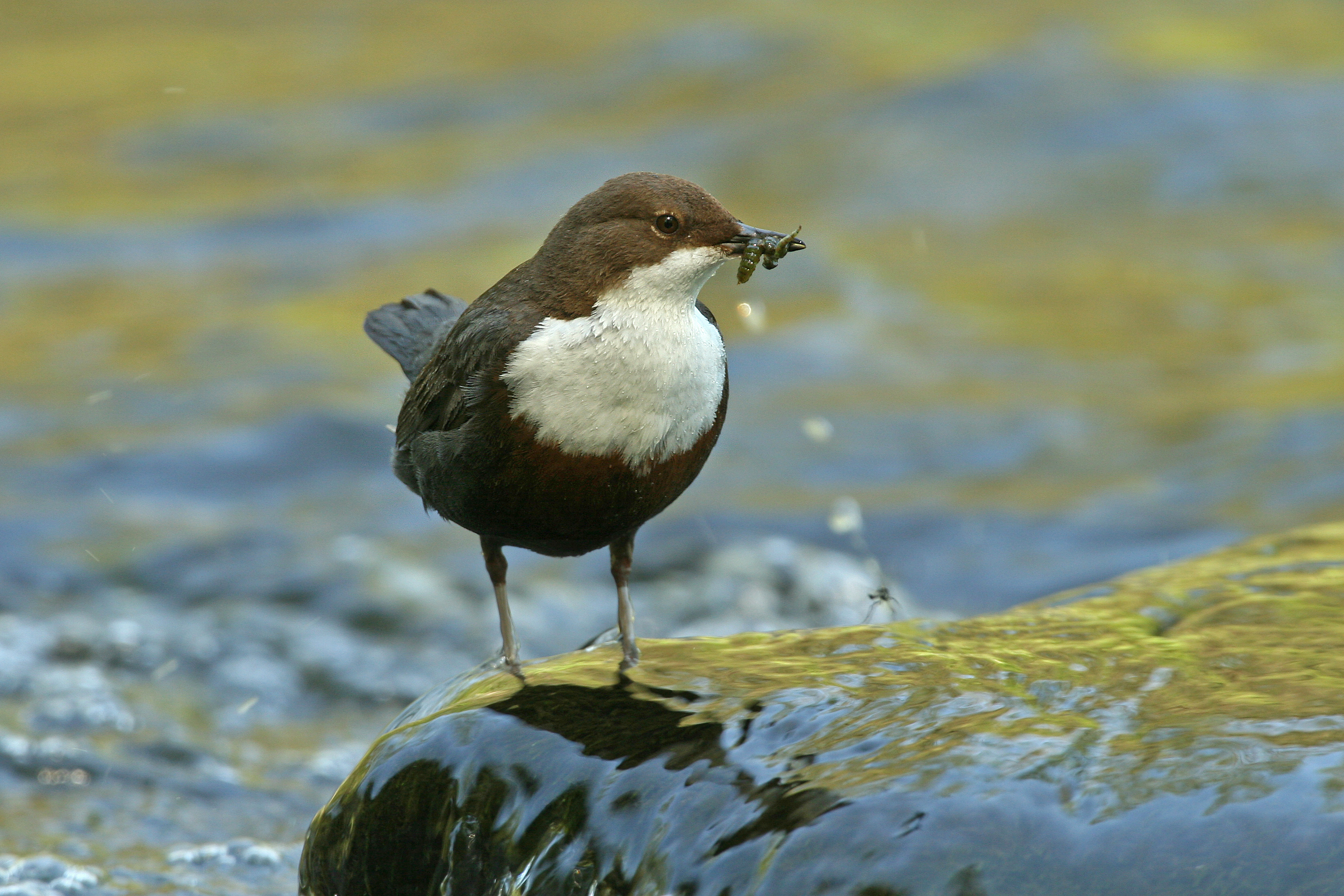
Wasseramsel (Cinclus cinclus)
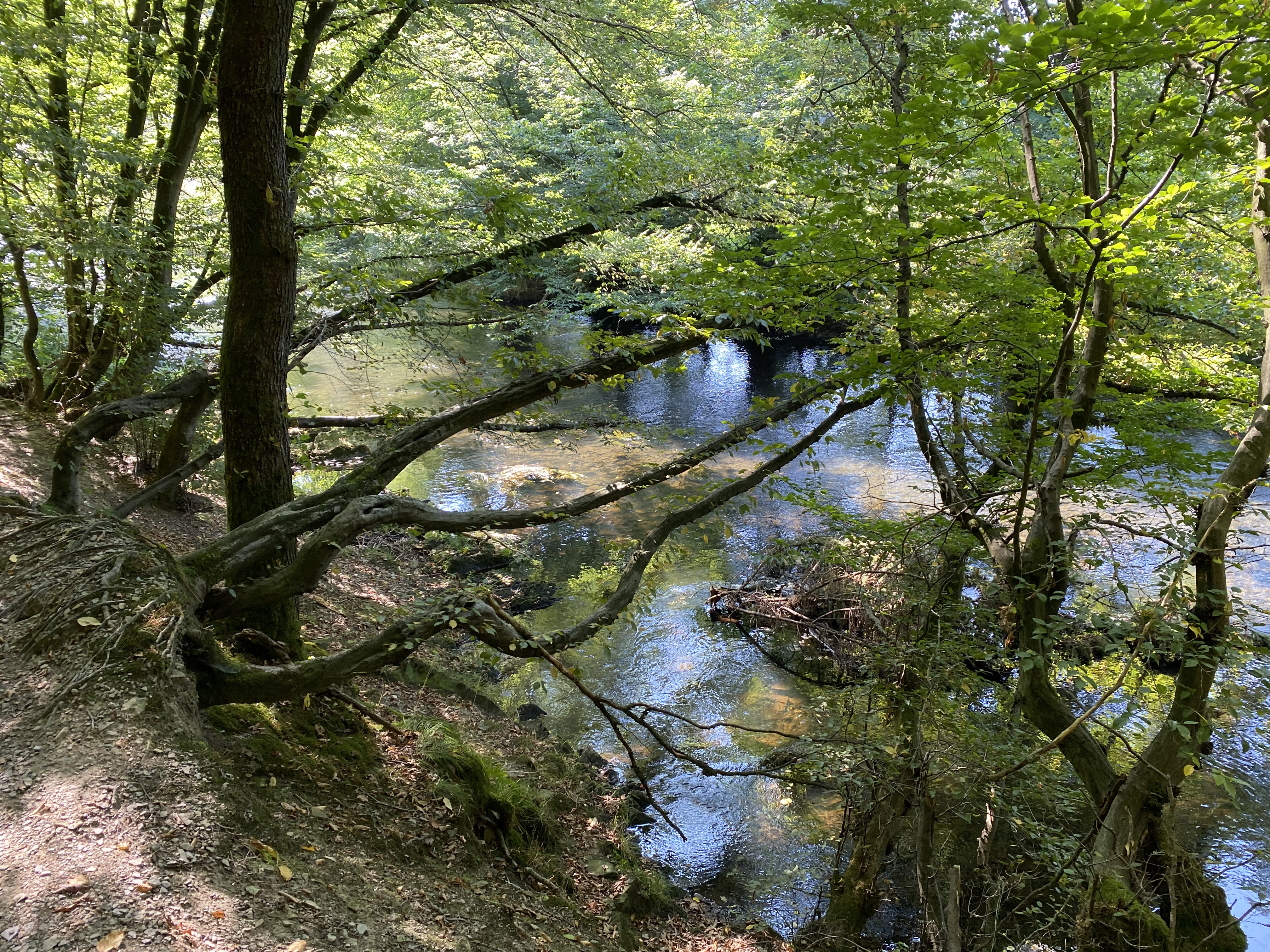
Wupperschleife bei Beyenburg
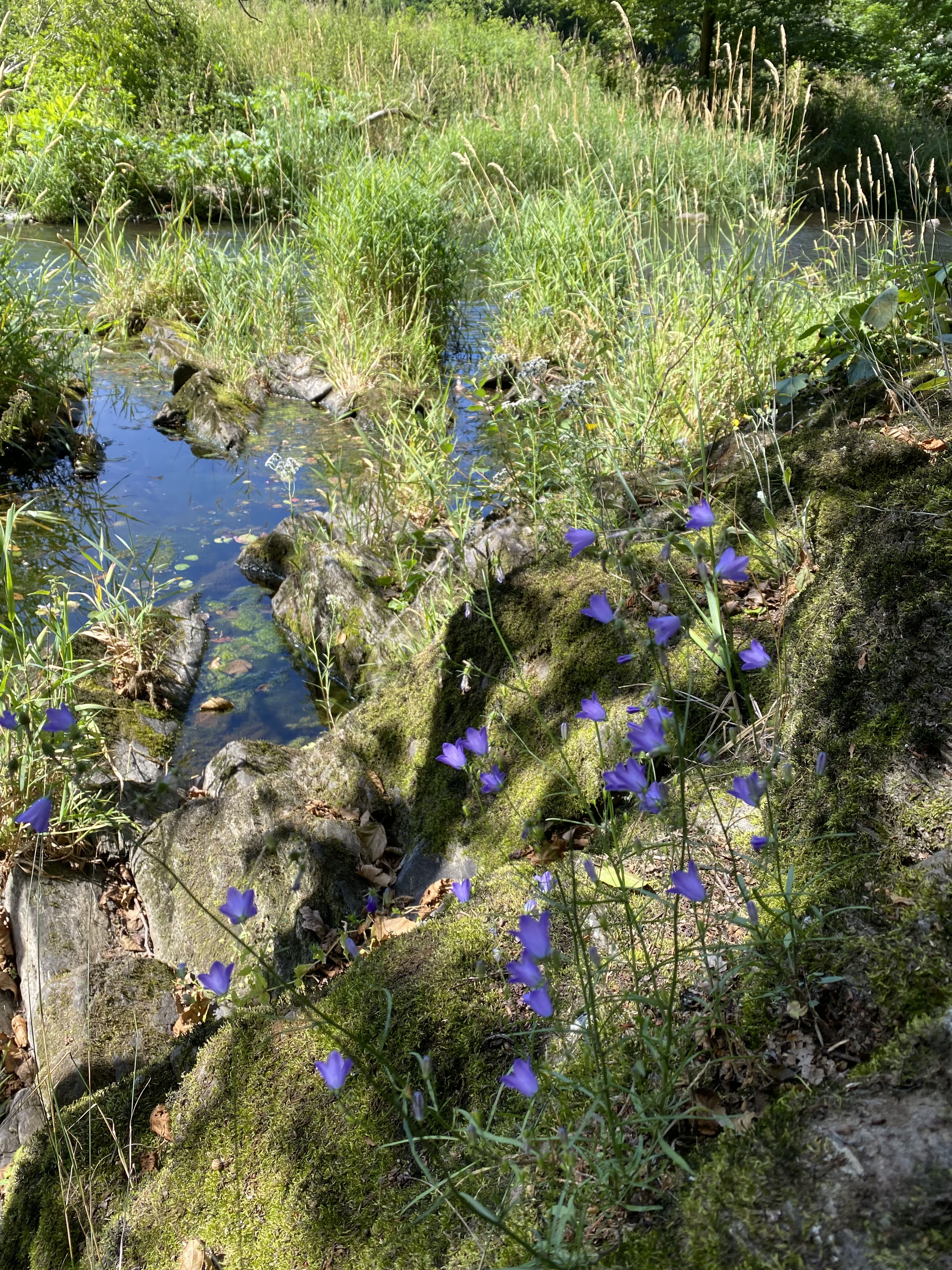
Wupperfelsen mit Stillwasserzone